# Violinsonate (Haydn)
Die Sonate für Klavier und Violine Hob. XV:32 in G-Dur von Joseph Haydn ist die einzig authentische Sonate für diese Besetzung. Da es auch eine Triofassung davon gibt, wird diese Sonate der Gruppe XV zugeordnet.

## Hintergrund
Diese Violinsonate wurde vermutlich in Joseph Haydns erster Londoner Reise zwischen Januar 1791 und Juni 1792 komponiert. Zwar konnte der Anlass nicht zweifellos   geklärt werden, jedoch geht man davon aus, dass Haydns Wiener Adlatus und Kopist Johann Elßler die Klaviersonate Hob. XVI:49 ohne Haydns Zustimmung beim Artaria Verlag veröffentlichte. Als Ersatzwerk verlegte er diese Violinsonate jedoch erst zwei Jahre später im Artaria Verlag. Ungefähr zur selben Zeit ließ er auch die Triofassung dieser Violinsonate im Londoner Verlag Preston verlegen. In der Berliner Staatsbibliothek befindet sich ein Manuskript, welches einige Jahre später entstanden ist. Diese weisen einige Veränderungen auf, vornehmlich in der Cellostimme. Daher zweifeln einige Musikwissenschaftler an der Authentizität des Klaviertrios bezüglich des Cellos.

## 1. Satz
Der Satz steht im 6/8-Takt und im andante, weist 158 Takte auf und beginnt auftaktig. Die Geige begleitet hier zuerst und entspricht dem Verlauf der linken Pianistenhand; erst in Takt 13 führt sie mit. In Takt 25 zieht sich die Geige kurzfristig zurück. In Takt 80 spielt der Bass des Klavieres noch einen G-Dur-Lauf, bevor sich die Musiker in g-Moll für 28 Takte aufhalten (Takt 81–108). Zu Beginn noch etwas verhalten, übernimmt die Geige das Thema des Klaviers. Das Thema wird über Läufe (bestehend aus 16-tel Triolen) modifiziert. Dieser Satz endet mit mehreren G-Dur Dreiklängen.

## 2. Satz
Im -Takt, beginnt dieser allegro-Satz das Klavier mit der Geige gemeinsam. Die Form dieses Satzes entspricht der Sonatenhauptsatzform. In den ersten 22 Takten, wo das Hauptthema erscheint, bleiben die beiden Instrumentalisten noch auf Augenhöhe im Gespräch. Ab Takt 23, wo das Seitenthema im Stile der Italianità beginnt, gerät die Violine zumindest an zwei kleinen Stellen minimal in den Hintergrund. In Takt 58 fängt die Durchführung an. Bis einschließlich Takt 64 begleitet die Violine mit ganzen Noten und setzt danach zwei Takte komplett aus. Bis Takt 90 werden die Themen, vor allem aber das Seitenthema, verarbeitet. In Takt 91 beginnt die Reprise. Die Reprise entspricht ungefähr der Struktur der Exposition. Hier endet dieser Satz In Takt 166 mit G-Dur-Dreiklängen.